# Frank Rankmore
Frank Rankmore (Cardiff, Gales; 21 de julio de  1939-20 de noviembre de 2022) fue un futbolista británico que jugaba en la posición de defensa.

## Carrera

### Club
| Periodo   | Club                   |
| --------- | ---------------------- |
| 1957–1963 | Cardiff City FC        |
| 1963–1968 | Peterborough United FC |
| 1968–1971 | Northampton Town FC    |

### Selección nacional
Jugó para Gales en una ocasión en 1966.

## Logros
- Copa de Gales:

1958/59